# Sembene!
Ne doit pas être confondu avec Ousmane Sembène.
Pour plus de détails, voir Fiche technique et Distribution.
Sembène! est un film documentaire sorti en 2015 consacré à la vie du cinéaste sénégalais Ousmane Sembène, considéré comme le père du cinéma africain. Il est coréalisé par Samba Gadjigo et Jason Silverman. Il est projeté au Festival du film de Sundance en janvier 2015, au Festival de Cannes et au Festival de Venise.

## Synopsis
Sembène! raconte l'histoire du romancier et cinéaste autodidacte Ousmane Sembène, fournie par Gadjigo, auteur de la biographie de Sembène. Sembène est passé d'ouvrier à un puissant porte-parole de l'Afrique.

## Fiche Technique
Titre : Sembene!
Genre : Documentaire
Durée : 87 minutes
Pays : Sénégal
Date de sortie : 2015
Réalisateurs & Producteurs : Samba Gadjigo, Jason Silverman
Monteur : Ricardo Acosta
Compositeurs : Ken Myhr, Chris Jonas
Acteurs:
- Ousmane Sembène : lui-même
- Thérèse Mbissine Diop : Diouana

## Production
Le film est produit par Galle Ceddo Projects, la boîte de production des réalisateurs.
La production est aussi soutenue par Impact Partners, New Mexico Media Partners, SNE Partners. En outre, le film a bénéficié de l'Aide à la finition du Fonds francophone de production audiovisuelle du Sud (OIF / CIRTEF) à la hauteur de 7 500 €.

## Festivals & Prix
Le film est nommé au Festival de Cannes de 2015 (la 68e édition) pour deux catégories :
- Cannes Classics – Documentaires sur le cinéma
- Caméra d'Or

Il est aussi nommé au Festival du Film de Sundance (États-Unis) à la même année, pour la catégorie World Cinema Documentary. De plus, il obtient une nomination de meilleur documentaire au Festival du Film de Mill Valley (MVFF) en Californie, États-Unis, toujours en 2015. 
C'est en 2016 que Sembene! reçoit des prix. En ce sens, il obtient le Prix Paul Robeson avec Mention Honorable au Festival du Film Noir de Newark (New Jersey, États-Unis). Dans ce même pays, il reçoit le Prix du Jury (meilleur documentaire) au Festival du Film Emerge, dans le Maine. 
En Égypte, le long métrage participe au Festival du Film Africain de Luxor (LAFF 2016) et obtient le Prix Paulin Vieyra. Cette distinction est décernée par la Fédération Africaine de la Critique Cinématographique (FACC). 
Sembene! a aussi participé à des projections de film à l'international. En effet, il a été projeté en octobre 2015 en Californie dans deux établissements : au Sequoia Theater et au Smith Rafael Film Center.

## Réponse critique
Sembène! a une note positive de 95 % basée sur 19 avis. Il a été inclus dans la liste des dix premiers de 2015 par Bilge Ebiri du magazine New York, qui a décrit le film comme « un témoignage non seulement de l'amour des films, mais aussi de la puissance des films ». Chaz Ebert a classé le film comme le huitième favori dans son résumé des films de 2015, « Listening With My Heart: 16 Movies to Remember ».